# ما بعد النقد
في النقد الأدبي والدراسات الثقافية، ما بعد النقد (بالإنجليزية: Postcritique)‏ هي محاولة لإيجاد أشكال جديدة من القراءة والتفسير تتجاوز أساليب النقد والنظرية النقدية والنقد الأيديولوجي. وقد وصف بول ريكور مثل هذه الأساليب بأنها "تأويلات الشك" و"بجنون العظمة" أو أسلوب القراءة المشبوه من قبل إيف كوسوفسكي سيدجويك. يجادل أنصار ما بعد النقد بأن الممارسات التفسيرية المرتبطة بطرق القراءة هذه من غير المرجح الآن أن تسفر عن نتائج مفيدة أو حتى مثيرة للاهتمام. كما صاغتها ريتا فيلسكي وإليزابيث أنكر في مقدمة كتاب النقد وما بعد النقد، "لم يعد المردود الفكري أو السياسي للاستجواب وإزالة الغموض والتشهير بالألفة أمرًا بديهيًا تمامًا". قد يركز النص بدلاً من ذلك على العاطفة أو الوجدان، أو يصف الأبعاد الظاهراتية أو الجمالية المختلفة لتجربة القارئ. في أوقات أخرى، قد يركز على قضايا الاستقبال، أو يستكشف الرؤى الفلسفية المستمدة من عملية القراءة، أو يطرح أسئلة شكلية للنص، أو يسعى لحل "الشعور بالارتباك".